# Frank Castleman
Frank Riley Castleman (Tracy Creek, 17 de marzo de 1877 - Columbus, 9 de octubre de 1946) fue un jugador de fútbol americano y béisbol, entrenador en múltiples deportes y  atleta estadounidense especialista en velocidad y en 110 metros con vallas.
Participó en los Juegos Olímpicos de Saint Louis 1904 en cuatro especialidades diferentes, ganando la medalla de plata en los 200 metros lisos con un tiempo de 24 "9.
Castleman fue miembro de la Asociación Atlética Irlandesa Americana del Gran Nueva York, que posteriormente se convirtió en el Irish American Athletic Club. Compitió principalmente en los 200 metros con vallas. Castleman se graduó de la Universidad de Colgate en 1906, donde compitió en fútbol americano, béisbol y atletismo.
Castleman fue entrenador principal de fútbol americano en la Universidad de Colorado en Boulder entre 1906 y 1907, con un récord de 7-6-4. También fue entrenador principal de baloncesto en Colorado entre 1906 y 1912, con un récord de 32-22, y entrenador principal de béisbol en la misma universidad entre 1907 y 1913, con un récord de 30-17. Posteriormente, fue entrenador de atletismo en la Universidad Estatal de Ohio, donde su equipo ganó el Campeonato Masculino de Atletismo de la NCAA de 1929 .
Castleman murió en su casa en Columbus, Ohio el 9 de octubre de 1946 a la edad de 69 años.